# Chironomus crassicaudatus
Chironomus crassicaudatus är en tvåvingeart som beskrevs av Malloch 1915. Chironomus crassicaudatus ingår i släktet Chironomus och familjen fjädermyggor. Inga underarter finns listade i Catalogue of Life.